# Fangli (köpinghuvudort i Kina, Shaanxi, lat 34,82, long 108,74)
Fangli (kinesiska: 方里, 方里镇) är en köpinghuvudort i Kina. Den ligger i provinsen Shaanxi, i den nordvästra delen av landet, omkring 64 kilometer norr om provinshuvudstaden Xi'an. Antalet invånare är 20 867. Befolkningen består av 10 157 kvinnor och 10 710 män. Barn under 15 år utgör 12,0 %, vuxna 15-64 år 78 %, och äldre över 65 år 8,0 %.
Runt Fangli är det tätbefolkat, med 613 invånare per kvadratkilometer. Närmaste större samhälle är Xinxing, 14,5 km öster om Fangli. Trakten runt Fangli består till största delen av jordbruksmark.
Genomsnittlig årsnederbörd är 619 millimeter. Den regnigaste månaden är september, med i genomsnitt 142 mm nederbörd, och den torraste är december, med 1 mm nederbörd.